# فهرست میراث فرهنگی ناملموس در کره جنوبی
فهرست میراث ناملموس در کره جنوبی شامل ۲۲ میراث ناملموس است.
گنجاندن عناصر جدید میراث در فهرست‌های میراث فرهنگی ناملموس توسط کمیته بین‌دولتی برای حفاظت از میراث فرهنگی ناملموس تعیین می‌شود که توسط کنوانسیون تأسیس شده است. این میراث شامل دانش، مهارت‌ها، سنت‌ها، آیین‌ها، زبان‌ها، موسیقی، رقص، هنرهای نمایشی، غذاهای سنتی و دیگر جلوه‌های زنده فرهنگ است. هدف از حفاظت این میراث، حفظ تنوع فرهنگی و هویت‌های بومی در برابر تغییرات جهانی است.
کره جنوبی این کنوانسیون را در ۹ فوریه ۲۰۰۵ تصویب کرد.

## فهرست
| نام                                                     | تصویر | سال  | شماره | توضیحات |
| ------------------------------------------------------- | ----- | ---- | ----- | --- |
| Gangneung Danoje جشنواره                                |       | ۲۰۰۸ | 00114 | Gangneung Danoje (강릉단오제)، که توسط مردم محلی Danogut (단오굿) نامیده می‌شود، جشن سالانه تعطیلات کره‌ای Dano (단오) در گانگ‌نونگ (استان گانگوون) است.                                                          |
| پانسوری سرود حماسی                                      |       | ۲۰۰۸ | 00070 | Pansori (판소리) یک ژانر موسیقایی کره‌ای از داستان‌سرایی است که توسط یک خواننده و یک درامر اجرا می‌شود. |
| جونگمیو جریه                                            |       | ۲۰۰۸ | 00016 | Jongmyo jerye (종묘제례) یا jongmyo daeje (종묘대제) یک مراسم سنتی نیاپرستی است که برای پرستش شاهان درگذشته جوسئون در معبد جانگمیو در سئول برگزار می‌شود. این مراسم هر سال در اولین یکشنبه ماه مه برگزار می‌شود. |
| چیونگمو                                                 |       | ۲۰۰۹ | 00189 | Cheoyongmu (처용무) یک رقص ماسک کره‌ای است که بر اساس اسطوره‌شناسی کره‌ای از Cheoyong (처용)، پسر پادشاه اژدهای دریای ژاپن است.                                                                                   |
| گنگ‌گنگسوله                                              |       | ۲۰۰۹ | 00188 | Ganggangsullae (강강술래) یک رقص باستانی کره‌ای است که ابتدا برای به‌دست آوردن برداشت خوب استفاده می‌شد. این رقص شامل آواز خواندن، رقصیدن و بازی کردن است و به‌طور انحصاری توسط زنان اجرا می‌شود.                   |
| Jeju Chilmeoridang Yeongdeunggut                        |       | ۲۰۰۹ | 00187 | Jeju Chilmeoridang Yeongdeunggut (제주 칠머리당영등굿) یک مراسم شمنی است که در ججودو در آغاز سال نو کره‌ای برگزار می‌شود.                                                                                        |
| Yeongsanjae                                             |       | ۲۰۰۹ | 00186 | Yeongsanjae (영산재) یک مراسم بودیسم است که بازسازی گوتاما بودا هنگام ایراد خطبه‌ای که اکنون به سوره نیلوفر شناخته می‌شود، است.                                                                                  |
| نمسدنگ Nori                                             |       | ۲۰۰۹ | 00184 | Namsadang (남사당) یک گروه سیار است که شامل هنرمندان مرد است که هنرهای نمایشی مختلفی همچون آکروباتیک، آواز، رقص و بازی مانند سیرک را اجرا می‌کنند.                                                              |
| Daemokjang, معماری چوبی سنتی                            |       | ۲۰۱۰ | 00461 | Daemokjang (대목장) یک سبک معماری چوبی سنتی کره‌ای است و اصطلاحی است برای هنرهای چوبی که توسط هنرمندانی که آن را خلق می‌کنند استفاده می‌شود.                                                                      |
| Gagok, دوره‌های آواز شعر همراه با ارکستر                 |       | ۲۰۱۰ | 00444 | Gagok (가곡) یک ژانر موسیقی آواز کره‌ای است برای صدای ترکیبی از زنان و مردان. |
| بافت Mosi (fine ramie) in the Hansan region             |       | ۲۰۱۱ | 00453 | Hansan Mosi (한산모시)، پارچه‌ای ظریف از رامی (گیاه) که در منطقه Hansan در سئوچئون در استان استان چونگچانگ جنوبی بافته می‌شود، یک بافت سنتی است.                                                                 |
| تکیون، هنر رزمی سنتی کره‌ای                              |       | ۲۰۱۱ | 00452 | Taekkyon (태껸; 택견)، یک هنر رزمی سنتی هنرهای رزمی کره‌ای است. |
| Jultagi, راه رفتن روی طناب                              |       | ۲۰۱۱ | 00448 | Jultagi (줄타기) یا eoreum (어름) یک نمایش سنتی از راه رفتن روی طناب است. |
| آریرانگ، سرود فولکلوریک لیریکی در جمهوری کره            |       | ۲۰۱۲ | 00445 | Arirang (아리랑) یک سرود فولکلوریک کره‌ای است. |
| کیمجانگ، ساخت و به اشتراک‌گذاری کیمچی در جمهوری کره      |       | ۲۰۱۳ | 00881 | Gimjang (김장)، که به صورت kimjang نیز نوشته می‌شود، فرایند سنتی آماده‌سازی و نگهداری کیمچی، غذای ترشی و تند سبزیجات تخمیرشده کره‌ای، در فصل زمستان است.                                                          |
| Nongak, موسیقی گروهی، رقص و مراسم در جمهوری کره         |       | ۲۰۱۴ | 00717 | Pungmul (풍물) یا nongak یک سنت موسیقی فولکلور کره‌ای است که شامل طبل‌زنی، رقص و آوازخوانی می‌باشد. |
| مراسم و بازی‌های کششی +                                  |       | ۲۰۱۵ | 01080 | مراسم و بازی‌های کششی در فرهنگ‌های کشاورزی برنج برای تضمین برداشت فراوان و رفاه انجام می‌شود. |
| فرهنگ هاینئو (غواصان زن) در ججو                         |       | ۲۰۱۶ | 01068 | Haenyeo (해녀) زنان غواصی در استان استان ججو هستند که معیشت خود را از برداشت انواع نرم‌تنان، جلبک‌ها و سایر موجودات دریایی از دریا تأمین می‌کنند.                                                                 |
| کشتی سنتی شیروم +                                       |       | ۲۰۱۸ | 01533 | Ssireum (씨름) یا کشتی کره‌ای یک سبک کشتی فولکلور و ورزش ملی سنتی است که از قرن چهارم آغاز شده است. |
| Yeondeunghoe, جشنواره روشنایی فانوس در جمهوری کره       |       | ۲۰۲۰ | 00882 | Yeondeunghoe (연등회) جشنواره‌ای است که به مناسبت زادروز بودا با روشن کردن فانوس‌ها برگزار می‌شود. |
| بازداری، میراث انسانی زنده +                            |       | ۲۰۲۱ | 01708 | |
| Talchum, درام رقص ماسک در جمهوری کره                    |       | ۲۰۲۲ | 01742 | Talchum (탈춤) رقصی کره‌ای است که هنگام پوشیدن ماسک اجرا می‌شود و اغلب شامل آوازخوانی و رقص است. |
| دانش، باورها و شیوه‌های مربوط به ساخت جانگ در جمهوری کره |       | ۲۰۲۴ | 01975 | Jang مجموعه‌ای از چاشنی‌های کره‌ای است، مانند سس سویا، doenjang و گوچوجانگ. |

## یادداشت
1. ↑  مشترک با کامبوج، فیلیپین و ویتنام.
2. ↑  مشترک با کره شمالی.
3. ↑  مشترک با اتریش، بلژیک، کرواسی، جمهوری چک، فرانسه، آلمان، مجارستان، ایرلند، ایتالیا، قزاقستان، قرقیزستان، مغولستان، مراکش، هلند، پاکستان، لهستان، پرتغال، قطر، عربستان سعودی، اسلواکی، اسپانیا، سوریه و امارات متحده عربی.